# گریس مک‌کتی
گریس مک‌کتی (انگلیسی: Grace McCatty؛ زادهٔ ۲۸ سپتامبر ۱۹۸۹) بازیکن فوتبال اهل انگلستان است که در پست مدافع برای ساندرلند در لیگ ملی فوتبال زنان شمال انگلستان  بازی می‌کند.